# Drasteria flexuosa
Drasteria flexuosa là một loài bướm đêm thuộc họ Erebidae. Nó được tìm thấy ở the semi-deserts và deserts từ miền đông Ai Cập, tới Israel, Jordan, Syria, Kazakhstan, Trung Quốc, Mông Cổ và Afghanistan.
Có hai lứa trưởng thành một năm. Con trưởng thành bay vào from tháng 2 đến tháng 5 và tháng 10 đến tháng 11.
Ấu trùng ăn lá của Alhagi sparsifolia.